# 蔡約翰
蔡約翰（英語：John Size，1954年7月10日—），暱稱「蔡神仙」、「蔡十三」，澳洲籍，是香港賽馬會所屬練馬師，曾十三度奪得香港冠軍練馬師榮銜，是香港賽馬歷史上登上香港冠軍練馬師寶座次數最多的練馬師。

## 簡介
蔡約翰15歲開始當馬房助手，24歲於澳洲昆士蘭省取得練馬師牌照，展開其練馬事業。自1989至1995年1月期間，曾暫停其練馬工作，受僱於Mark Read Racing 及 Dominic Beirne先生旗下專責整理及研究馬匹往績資料及評估馬匹賠率。1995年重投練馬行業，於昆士蘭省的黃金海岸馬場擔任練馬師。1996年獲澳洲賽馬會發給練馬師牌照，於澳洲悉尼蘭域馬場設廄。初期由一個只可容納八匹馬的馬房發展至賽駒逾百匹。曾勝出的重要一級賽事包括︰「Al Mansour」（2000年悉尼賽馬會佐治萊德錦標）、「Georgie Boy」（2000年澳洲賽馬會女皇伊利沙伯錦標）、「Padstow」（2001年澳洲賽馬會星河錦標）、「El Mirada」（2001年澳洲賽馬會全齡錦標）。
2001-2002年度馬季來港開倉，開倉首季即勝58場頭馬（他於2001年10月7日憑「鼎盛之威」取得在港從練第一場頭馬），第一次成為香港冠軍練馬師。他的練馬成績卓著，擅於令久欠表現的賽駒恢復勇態及令質新賽駒取一季五、六捷，開倉代表作是令一匹四班曾有流鼻血紀錄的處女馬「時代巨星」其取得八捷（於兩季內各取四捷），升至頂班，最後評分高達117分、五班馬「獅子花」取八捷（其中一季六捷）升至頂班，其神乎其技的練馬功力被褒以「蔡神仙」稱謂。是由其馬房訓練出的名駒有：「時代巨星」、「獅子花」、「喜勁寶」、「電子麒麟」、「勝眼光」、「好利威」、「再豐裕」、「盈彩繽紛」、「詠彩繽紛」、「精彩日子」、「戰利品」、「首飾太陽」、「當家精選」、「夏威夷」、「旺蝦王」、「爭分奪秒」、「永遠美麗」、「驕陽明駒」等。
蔡約翰於2012年憑陽明飛飛贏得首次香港打吡大賽殊榮，其後於2013年憑精彩日子勝出國際一級賽香港一哩錦標，及後於2015年憑戰利品再度勝出香港打吡大賽。
2017年2月22日，蔡約翰憑「得意繽紛」取得在港從練的第一千場頭馬，成為香港賽馬歷史上，第三位取得一千場頭馬的練馬師。
2017年6月25日，蔡約翰憑「澳斯卡」勝出精英盃，成功打破告東尼的紀錄，成為香港賽馬史上單季贏馬最多的練馬師。
2017年7月17日，蔡約翰以「估惑」和「天下為攻」起孖，最後以95場頭馬創造出香港賽馬史上練馬師單季贏馬紀錄。但由於「勁皇子」在2017年6月21日星期三跑馬地賽事的頭馬資格被取消的關係，因此蔡約翰當季以94場頭馬完成賽季。
2018年3月18日，蔡約翰憑「平海福星」第三度勝出香港打吡大賽。
2017-2018年度馬季，蔡約翰不僅第十次榮登香港冠軍練馬師寶座，他亦以$176,441,240港元的總獎金，成功打破約翰摩亞在2016-2017年度的總獎金紀錄（$155,263,295港元），成為歷來一季累積獎金最多的練馬師。
2018年11月17日，莫雷拉獲香港賽馬會牌照委員會批准由練馬師蔡約翰所提出的申請，准許他由2018年12月9日至2019年6月9日出任蔡約翰馬房聘約騎師。
2019年1月22日，香港賽馬會宣佈，將在本年蔡約翰屆硬性退休年齡之時，讓其續約，成為香港賽馬第二例。並於2018-19年馬季結束後繼續練馬師生涯。
2019年1月20日，蔡約翰憑「爭分奪秒」勝出國際一級賽百週年紀念短途盃。
2019年4月28日，蔡約翰憑「爭分奪秒」勝出國際一級賽主席短途獎。
2018-2019年度馬季，蔡約翰第十一度登上香港冠軍練馬師寶座。
2019年12月8日，蔡約翰憑「爭分奪秒」勝出國際一級賽浪琴表香港短途錦標。
2020年1月19日，蔡約翰憑「夏威夷」勝出國際一級賽董事盃。
2020年1月19日，蔡約翰憑「爭分奪秒」連續第二年勝出國際一級賽百週年紀念短途盃。
2021年1月24日，蔡約翰憑「旺蝦王」勝出國際一級賽百週年紀念短途盃。
2021年2月21日，蔡約翰憑「夏威夷」勝出國際一級賽女皇銀禧紀念盃，並同時取得在港從練的第一千三百場頭馬。
2022年1月23日，蔡約翰憑「夏威夷」勝出國際一級賽董事盃。
2022-2023年度馬季，蔡約翰第十二度登上香港冠軍練馬師寶座，打破名宿佐治摩亞十一度獲頒此殊榮的紀錄，成為香港賽馬歷史上登上香港冠軍練馬師寶座最多次數的練馬師。
2023年11月19日，蔡約翰憑「精算暴雪」取得在港從練的第一千五百場頭馬。
2024年4月28日，蔡約翰憑「永遠美麗」勝出國際一級賽冠軍一哩賽。

#### 本地頭馬紀錄
| 日期           | 成就          | 場地   | 馬名     | 騎師   | 備註                                           |
| -------------- | ------------- | ------ | -------- | ------ | ---------------------------------------------- |
| 2001年10月7日  | 第1場田草頭馬 | 沙田   | 鼎盛之威 | 鄧迪   |                                                |
| 2001年10月10日 | 第1場頭馬     | 跑馬地 | 聖驪拍檔 | 戴勝   |                                                |
| 2002年1月26日  | 第1場泥地頭馬 | 沙田   | 獅子花   | 戴勝   |                                                |
| 2003年2月8日   | 第100場頭馬   | 沙田   | 新佑王   | 戴勝   |                                                |
| 2004年9月19日  | 第200場頭馬   | 沙田   | 旺財仔   | 魯柏軒 |                                                |
| 2006年3月19日  | 第300場頭馬   | 沙田   | 九龍飛   | 韋達   |                                                |
| 2008年3月1日   | 第400場頭馬   | 沙田   | 勝眼光   | 高雅志 |                                                |
| 2009年12月19日 | 第500場頭馬   | 沙田   | 高手     | 柏威廉 |                                                |
| 2011年4月3日   | 第600場頭馬   | 沙田   | 勁飛寶   | 韋達   | 勝出主席錦標                                   |
| 2012年10月10日 | 第700場頭馬   | 跑馬地 | 勁勢     | 韋達   |                                                |
| 2014年3月9日   | 第800場頭馬   | 沙田   | 飛影     | 安國倫 |                                                |
| 2015年12月23日 | 第900場頭馬   | 跑馬地 | 滿堂紅   | 湛明諾 |                                                |
| 2017年2月22日  | 第1000場頭馬  | 跑馬地 | 得意繽紛 | 潘頓   | 香港賽馬史上第三位在港贏出第一千場頭馬的練馬師 |
| 2018年2月28日  | 第1100場頭馬  | 沙田   | 五星特工 | 杜利萊 |                                                |
| 2019年5月26日  | 第1200場頭馬  | 沙田   | 志同道合 | 莫雷拉 |                                                |
| 2021年2月21日  | 第1300場頭馬  | 沙田   | 夏威夷   | 莫雷拉 | 勝出國際一級賽女皇銀禧紀念盃                   |
| 2022年5月11日  | 第1400場頭馬  | 跑馬地 | 志勝時機 | 莫雷拉 |                                                |
| 2023年11月19日 | 第1500場頭馬  | 沙田   | 精算暴雪 | 潘頓   |                                                |
| 2025年5月25日  | 第1600場頭馬  | 沙田   | 星際快車 | 艾道拿 |                                                |

## 主力騎師
蔡約翰於在港早期，旗下出賽馬匹主要交由紐西蘭騎師戴勝（Shane Dye）策騎，而當時蔡約翰大多數頭馬都是由戴勝策騎的，所以當時有人稱戴勝為蔡約翰馬房之「影子主帥」，亦有傳言指蔡約翰有意用戴勝為其馬房聘約騎師，但其後在毫無先兆下，蔡約翰於2004/2005年度中期左右終止了和戴勝的合作，原因不明，但他們合作的表現同成績至今仍然令人回味無窮、津津樂道，他們騎練之間是最佳拍檔之一。而其後，蔡約翰起用不同的騎師，但主要起用的有莫雅、麥道朗、潘頓、巴米高、田泰安、布文、巴度、莫雷拉、柏寶、高雅志、韋達、艾道拿、艾兆禮、波健士、賀銘年、湯普新等。
2018-2019年度馬季，在莫雷拉正式宣佈回歸香港時，練馬師蔡約翰指出莫雷拉是無可取代，可見他們二人合作非常成功之餘，關係亦相當密切。
2018年11月17日，莫雷拉獲香港賽馬會牌照委員會批准由練馬師蔡約翰所提出的申請，准許他由2018年12月9日至2019年6月9日出任蔡約翰馬房聘約騎師。最後他們的合約更延長至季尾。

## 榮譽
- 入選澳洲賽馬名人堂（2018年）[3]
- 13次成為香港冠軍練馬師 (2001-02,2002-03,2003-04,2005-06,2007-08,2009-10,2011-12,2015-16,2016-17,2017-18,2018-19,2022-23,2024-25馬季)

## 代表馬匹
電子麒麟 - 2001-02馬季香港馬王，以強橫後勁著稱
喜勁寶 - 2002-03馬季香港馬王，其中一匹三冠短途馬王
盈彩繽紛 - 香港賽馬職業化以來首匹一季七捷馬匹
爭分奪秒 - 四勝短途一級賽包括香港短途錦標，服役25戰均未失獎金，首24場更全入三甲，為近代其中一匹最成功的短途馬王

## 勝出的主要賽事

### 一級賽(G1)
香港短途錦標(2次)：紅衣醒神(2017)、爭分奪秒(2019)
香港一哩錦標(1次)：精彩日子(2013)
主席短途獎(3次)：喜勁寶(2003)、天下為攻(2018)、爭分奪秒(2019)
冠軍一哩賽(5次)：電子麒麟(2003)、勝眼光(2009)、詠彩繽紛(2017)、永遠美麗(2024)、紅運帝王(2025)
女皇盃(1次)：駿河(2004)
洋紫荊短途錦標(1次)：喜勁寶(2003)
百週年紀念短途盃(5次)：喜勁寶(2003)、翩翩(2018)、爭分奪秒(2019，2020）、旺蝦王(2021)
女皇銀禧紀念盃(2次)：詠彩繽紛(2016)、夏威夷(2021)
董事盃(7次)：電子麒麟(2002，2003)、風雲小子(2004)、好利威(2007)、精彩日子(2013)、夏威夷(2020，2022)
香港冠軍暨遮打盃(1次)：風雲小子(2004)

### 二級賽(G2)
馬會短途錦標(3次)：紅衣醒神(2017)、旺蝦王(2018，2020)
馬會一哩錦標(4次)：好利威(2006)、精彩日子(2012)、夏威夷(2019)、永遠美麗(2023)
馬會盃(1次)：安賞(2013)
短途錦標(2次)：紅衣醒神(2017)、爭分奪秒(2018)
主席錦標(4次)：電子麒麟(2003)、好利威(2008)、再豐裕(2009)、勁飛寶(2011)
精英碗(4次)：富貴金龍(2011)、紅衣醒神(2017)、旺蝦王(2018)、好眼光(2023)
沙田錦標(1次)：詠彩繽紛(2015)

### 三級賽(G3)
國慶盃(3次)：華恩庭(2016)、旺蝦王(2018)、美麗滿載(2019)
慶典盃(1次)：詠彩繽紛(2015)
婦女銀袋賽(2次)：安賞(2013)、安騁(2024)
洋紫荊短途錦標(4次)：華恩庭(2017)、首映(2018)、好眼光(2023)、嫡愛心(2025)
華商會挑戰盃(5次)：喜勁寶(2003)、高智慧(2005)、零用錢(2008)、以奇用兵(2019)、勝得精彩(2021)
百週年紀念銀瓶(4次)：赤膽福星(2003)、工程塑料(2007)、好日子(2010)、達羅素(2018)
皇太后紀念盃(2次)：全勝福星(2006)、有目共賞(2025)
沙田銀瓶(2次)：速遞奇兵(2021)、驕陽明駒(2025)
獅子山錦標(2次)：勝得精彩(2019)、永遠美麗(2023)
精英盃(4次)：川河勁駒(2011)、首飾太陽(2016)、澳斯卡(2017)、永遠美麗(2023)
精英碟(2次)：沙貝利(2011)、自勝者強(2023)

### 四歲系列賽
香港經典一哩賽(4次)：首飾太陽(2016)、當家精選(2018)、勁搏(2021)、驕陽明駒(2024)
香港經典盃(5次)：首飾奇寶(2009)、魅力知己(2013)、酷男(2015)、首飾太陽(2016)、驕陽明駒(2024)
香港打吡大賽(3次)：陽明飛飛(2012)、戰利品(2015)、平海福星(2018)

## 在港從練成績
| 年度      | 冠 | 亞 | 季 | 殿 | 第五 | 出馬總數 | 所贏獎金     | 練馬師榜排名     | 備注     |
| --------- | -- | -- | -- | -- | ---- | -------- | ------------ | ---------------- | -------- |
| 2001-2002 | 58 | 38 | 31 | 26 | 31   | 291      | $49,397,600  | 1 / 24（冠軍）   | 開倉首季 |
| 2002-2003 | 67 | 57 | 53 | 46 | 46   | 468      | $81,745,270  | 1 / 24（冠軍）   | 第2季    |
| 2003-2004 | 73 | 60 | 53 | 57 | 33   | 550      | $79,294,520  | 1 / 24（冠軍）   | 第3季    |
| 2004-2005 | 50 | 43 | 45 | 49 | 43   | 467      | $45,646,975  | 2 / 24（亞軍）   | 第4季    |
| 2005-2006 | 77 | 52 | 47 | 59 | 38   | 552      | $54,658,570  | 1 / 24（冠軍）   | 第5季    |
| 2006-2007 | 32 | 33 | 24 | 37 | 32   | 369      | $35,122,100  | 9 / 25           | 第6季    |
| 2007-2008 | 68 | 42 | 28 | 31 | 27   | 402      | $48,516,700  | 1 / 24（冠軍）   | 第7季    |
| 2008-2009 | 61 | 40 | 42 | 34 | 41   | 456      | $63,405,550  | 3 / 24（季軍）   | 第8季    |
| 2009-2010 | 75 | 52 | 51 | 28 | 40   | 483      | $61,630,862  | 1 / 24（冠軍）   | 第9季    |
| 2010-2011 | 64 | 55 | 35 | 44 | 36   | 459      | $56,703,975  | 3 / 24（季軍）   | 第10季   |
| 2011-2012 | 70 | 54 | 57 | 46 | 40   | 516      | $78,102,413  | 1 / 24（冠軍）   | 第11季   |
| 2012-2013 | 64 | 58 | 42 | 52 | 48   | 463      | $78,475,750  | 3 / 24（季軍）   | 第12季   |
| 2013-2014 | 62 | 58 | 45 | 35 | 39   | 415      | $75,660,375  | 2 / 24 *（亞軍） | 第13季   |
| 2014-2015 | 63 | 53 | 44 | 45 | 43   | 477      | $80,242,641  | 2 / 24 （亞軍）  | 第14季   |
| 2015-2016 | 68 | 60 | 54 | 40 | 42   | 461      | $97,917,837  | 1 / 24（冠軍）   | 第15季   |
| 2016-2017 | 94 | 75 | 50 | 64 | 43   | 541      | $120,752,163 | 1 / 22（冠軍）   | 第16季   |
| 2017-2018 | 87 | 66 | 50 | 54 | 35   | 508      | $176,441,240 | 1 / 23（冠軍）   | 第17季   |
| 2018-2019 | 78 | 80 | 54 | 50 | 45   | 529      | $143,413,500 | 1 / 22（冠軍）   | 第18季   |
| 2019-2020 | 46 | 73 | 51 | 49 | 45   | 542      | $117,372,145 | 6 / 22           | 第19季   |
| 2020-2021 | 73 | 49 | 43 | 50 | 46   | 522      | $118,851,250 | 2 / 22 （亞軍）  | 第20季   |
| 2021-2022 | 84 | 64 | 58 | 76 | 71   | 670      | $137,906,335 | 2 / 22 （亞軍）  | 第21季   |
| 2022-2023 | 79 | 75 | 64 | 60 | 55   | 662      | $161,214,985 | 1 / 22（冠軍）   | 第22季   |
| 2023-2024 | 50 | 62 | 58 | 55 | 41   | 534      | $133,616,020 | 7 / 21           | 第23季   |
| 2024-2025 | 69 | 66 | 69 | 64 | 66   | 623      | $160,768,800 | 1 / 22（冠軍）   | 第24季   |

- 2013-2014年度冠亞軍皆62場頭馬，以跑第二名次數較多者勝出，方嘉柏以59場亞軍壓倒蔡約翰58場亞軍，以亞軍一場之差勝出。

## 在港從練資料
|                      | 日期           | 賽事                                | 場地 | 馬場     | 馬名     | 騎師   | 名次 | 獨贏賠率 |
| -------------------- | -------------- | ----------------------------------- | ---- | -------- | -------- | ------ | ---- | -------- |
| 初出賽               | 2001年9月15日  | 第三班 - 1400米                     | 草地 | 沙田馬場 | 潮洲勇士 | 金仕芬 | 8    | 5.9      |
| 首勝利               | 2001年10月7日  | 第五班 - 1600米                     | 草地 | 沙田馬場 | 鼎盛之威 | 鄧迪   | 1    | 5.3      |
| 級際賽初出賽         | 2001年12月16日 | 國際一級賽 - 1600米（香港一哩錦標） | 草地 | 沙田馬場 | 電子麒麟 | 霍達   | 2    | 4.7      |
| 級際賽首勝利         | 2002年1月20日  | 香港一級賽 - 1600米（董事盃）       | 草地 | 沙田馬場 | 電子麒麟 | 霍達   | 1    | 1.5      |
| 一級賽初出賽         | 2001年12月16日 | 國際一級賽 - 1600米（香港一哩錦標） | 草地 | 沙田馬場 | 電子麒麟 | 霍達   | 2    | 4.7      |
| 一級賽初勝利         | 2002年1月20日  | 香港一級賽 - 1600米（董事盃）       | 草地 | 沙田馬場 | 電子麒麟 | 霍達   | 1    | 1.5      |
| 四歲系列經典賽初出賽 | 2002年3月17日  | 本地一級賽 - 2000米（香港打吡大賽） | 草地 | 沙田馬場 | 神奇勇士 | 李格力 | 11   | 28       |
| 四歲系列經典賽首勝利 | 2009年2月15日  | 本地二級賽 - 1800米（香港經典盃）   | 草地 | 沙田馬場 | 首飾奇寶 | 杜利萊 | 1    | 12       |

## 外部連結
- 蔡約翰的Instagram帳戶
- 練馬師資料 蔡約翰 （页面存档备份，存于）
- 香港賽馬會 （页面存档备份，存于）
- 蔡約翰韋達勁勢今季首匹大熱W
- 飛影即勝 蔡約翰800W （页面存档备份，存于）
- 滿堂紅蔡約翰900W （页面存档备份，存于）
- 蔡約翰破1000W
- 蔡神仙92W前無古人
- 蔡約翰3W提早封王